# ستانلي إم. باول
ستانلي إم. باول هو سياسي أمريكي، ولد في 7 يوليو 1898 في إيونيا في الولايات المتحدة، وتوفي في 25 أغسطس 1988 في مقاطعة إونيا في الولايات المتحدة. نشط حزبياً في الحزب الجمهوري. وقد انتخب عضو مجلس نواب ميشيغان ‏.